# Osiedle SBM „Techniczna”
Osiedle SBM „Techniczna” – osiedle w dzielnicy Ursynów w Warszawie.

## Położenie i charakterystyka
Osiedle SBM „Techniczna” położone jest na stołecznym Ursynowie, na północy obszaru Miejskiego Systemu Informacji Ursynów Północny. Jest usytuowane między ulicami: Zaolziańską, Jana Zaorskiego, Puławską i Doliną Służewiecką. Przez jego teren przebiegają ulice Ludwika Paszkiewicza i Witolda Zawadowskiego. Powierzchnia działki wynosi 6,3556 hektarów. W bezpośrednim sąsiedztwie znajduje się park im. Romana Kozłowskiego z Kopą Cwila.
Osiedle powstało w miejscu, które według pierwotnych planów przeznaczone było na cele techniczne i produkcyjne. Po zrealizowaniu budowy Ursynowa Północnego Marek Budzyński i Zbigniew Badowski postanowili zmienić przeznaczenie gruntów i zaprojektowali po zachodniej stronie ulicy Wawrzyńca Surowieckiego trzy parcele mające uzupełniać zabudowę mieszkaniową na wzór Szarych Domów z okresu międzywojennego. Obok osiedle SBM „Techniczna” powstały: osiedle Surowieckiego 2, 4, 6, 8 oraz założenie urbanistyczne zaprojektowane przez Andrzeja Szkopa. W 1986 roku zarejestrowano Spółdzielnię Budowlano-Mieszkaniową „Techniczna”, która w 1999 roku uzyskała prawo użytkowania wieczystego terenu. Projektantem generalnym osiedla została Anna Koziołkiewicz. Osiedle powstało, w przeciwieństwie do większości okolicznej zabudowy, nie w technologii wielkopłytowej, a w tradycyjnej.
W latach 1993–1999 wybudowano łącznie 11 budynków wielorodzinnych mieszczących się pod adresami: ul. Paszkiewicza 1, 3, 4 i 6, ul. Zaolziańska 1, 3, 5 i 9, ul. Zaorskiego 2 oraz ul. Zawadowskiego 4 i 5, a także 111 garaży wolnostojących. Powstało 450 mieszkań i 17 lokali usługowych. Budynki wielorodzinne mają do 3 pięter, tworzą układ dziedzińców z łączącymi je ciągami pieszymi. Osiedle ma charakter zamknięty.